# Corona 73

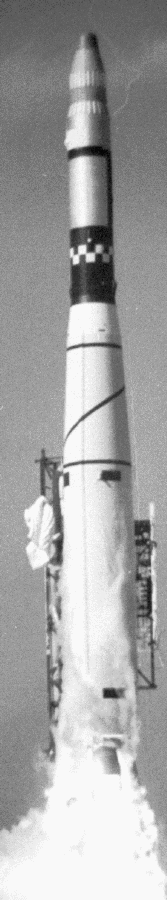
Start rakiety z satelitą Corona 73 na pokładzie

Corona 73 – również OPS 2268, CORONA 9060 – niedoszły amerykański satelita rozpoznawczy. Był to statek serii Keyhole-4 tajnego programu CORONA. Jego zadaniami było wykonanie wywiadowczych zdjęć Ziemi, jednak start satelity nie powiódł się.
Start 9 listopada 1963 (godz. 20:27:54 GMT), z kosmodromu Vandenberg zakończył się niepowodzeniem. 
Start oznaczono w katalogach COSPAR/SATCAT: 1963-F14/F00260 